# Polyarki
Polyarki (från gr. poly 'många' och arkhe 'styre') är ett politiskt system där flera olika grupper konkurrerar om makten och där en stor del av den vuxna befolkningen genom val väljer vilken grupp som under en period har den högsta makten. Den amerikanske statsvetaren Robert A. Dahl introducerade begreppet 1956 i A Preface to Democratic Theory, där han preciserade polyarki som ett politiskt system där det råder relativt stor konsensus kring åtta centrala villkor för vad man i dagligt tal brukar kalla demokratiska processer. Villkoren behöver inte vara maximalt uppfyllda för att en organisation ska kallas demokratisk, utan är snarare mått på i vilken utsträckning majoritetsprincipen ("en person–en röst") tillämpas i praktiken. Enligt Dahl är majoritetsprincipen visserligen den omedelbara logiska konsekvensen av de normativa antaganden som ligger till grund för demokratibegreppet, men principen har begränsat användningsvärde i praktiken. De två normativa antaganden som är ekvivalenta med majoritetsprincipen är jämlikhetstanken (en. political equality) och folksuveränitetstanken (popular sovereignty). På så sätt är polyarki grunden för Dahls mer deskriptiva teori om vad demokrati är, alltså om vilka egenskaper som förenar de organisationer som vi i dagligt tal kallar demokratiska. I sitt originalutförande är de åtta villkoren dessa:
1. Varje medlem i organisationen utför de handlingar vi normalt bedömer utgör ett uttryck för individens preferenser givet ett antal beslutsalternativ (man röstar)
2. När dessa preferensuttryck (röster) sammanställs, ges varje individs val lika vikt
3. Det alternativ som har fått flest antal röster förklaras som det vinnande alternativet
4. Varje medlem som uppfattar en mängd alternativ har möjlighet att lägga till det alternativ han föredrar bland de alternativ som är uppe till omröstning
5. Alla individer har tillgång till identisk information om alternativen
6. Alternativ med fler röster tvingar bort alternativ (beslut eller politiker) med färre röster
7. Det som valda ämbetsmän beslutar om utförs verkligen
8. Alla beslut mellan två val är antingen underordnade valresultaten, dvs. valresultatet styr i någon mening och/eller uppnås genom processer som uppfyller de föregående sju villkoren, men som skiljer sig från val ifråga om institutionella omständigheter.

Dahl utvecklade och preciserade begreppet polyarki under flera decennier. I boken Democracy and its critics från 1989 förklarar Dahl vad polyarki innebär i praktiken för de politiska organisationer som statsvetenskapen av tradition har intresserat sig för mest, nämligen nationalstater:
- Valda befattningshavare – viktiga beslut fattas av valda ämbetsmän
- Fria och opartiska val – ämbetsmännen väljs i ofta förekommande, opartiska val
- Allmän rösträtt – praktiskt taget alla vuxna har rösträtt vid val av befattningshavare
- Rätt att kandidera i val – praktiskt taget alla vuxna har rätt att kandidera till de offentligt valda befattningarna.
- Yttrandefrihet – medborgarna kan uttala sig om landets politik utan att riskera något slag av förföljelser
- Alternativa informationskällor – det finns alternativa informationskällor som medborgarna har rätt att utnyttja och som skyddas av lagen
- Föreningsfrihet – medborgarna har rätt att bilda oberoende organisationer för att på så sätt förändra landets politik